# Ancestry.com
Ancestry.com – strona internetowa pozwalająca odkrywać historię rodziny, dzielić się nią i zachowywać ją. Swoim użytkownikom na całym świecie oferuje platformę online, która pozwala na tworzenie drzewa genealogicznego.
Założona w 1983 roku jako The Generations Network, obecnie Ancestry.com LLC to prywatna firma internetowa z siedzibą w Lehi w stanie Utah, Stany Zjednoczone. Jest największą na świecie firmą genealogiczną działającą na zasadzie zysku jako sieć genealogicznych i historycznych zapisów stron internetowych skupiających się w Stanach Zjednoczonych i dziewięciu innych krajach, opracowuje i sprzedaje oprogramowanie genealogiczne, a także oferuje szeroki zakres usług genealogicznych. We wrześniu 2012 roku firma zapewniała dostęp do około 11 miliardów rekordów, 40 milionów drzew genealogicznych i 2 milionów płatników. Według stanu na czerwiec 2014 r. firma zapewnia dostęp do około 16 miliardów rekordów historycznych i ma ponad 2 miliony płatników, a od lutego 2018 r. ponad 7 milionów klientów AncestryDNA.
Oprócz głównej strony, z Ancestry.com powiązane:
- Archives.com,
- Fold3.com,
- ProGenealogists,
- Newspapers.com,
- Genealogy.com,
- MyFamily.com
- Rootsweb.com.